# União dos Palmares
União dos Palmares este un oraș în unitatea federativă Alagoas (AL) din Brazilia.